# Autariatas

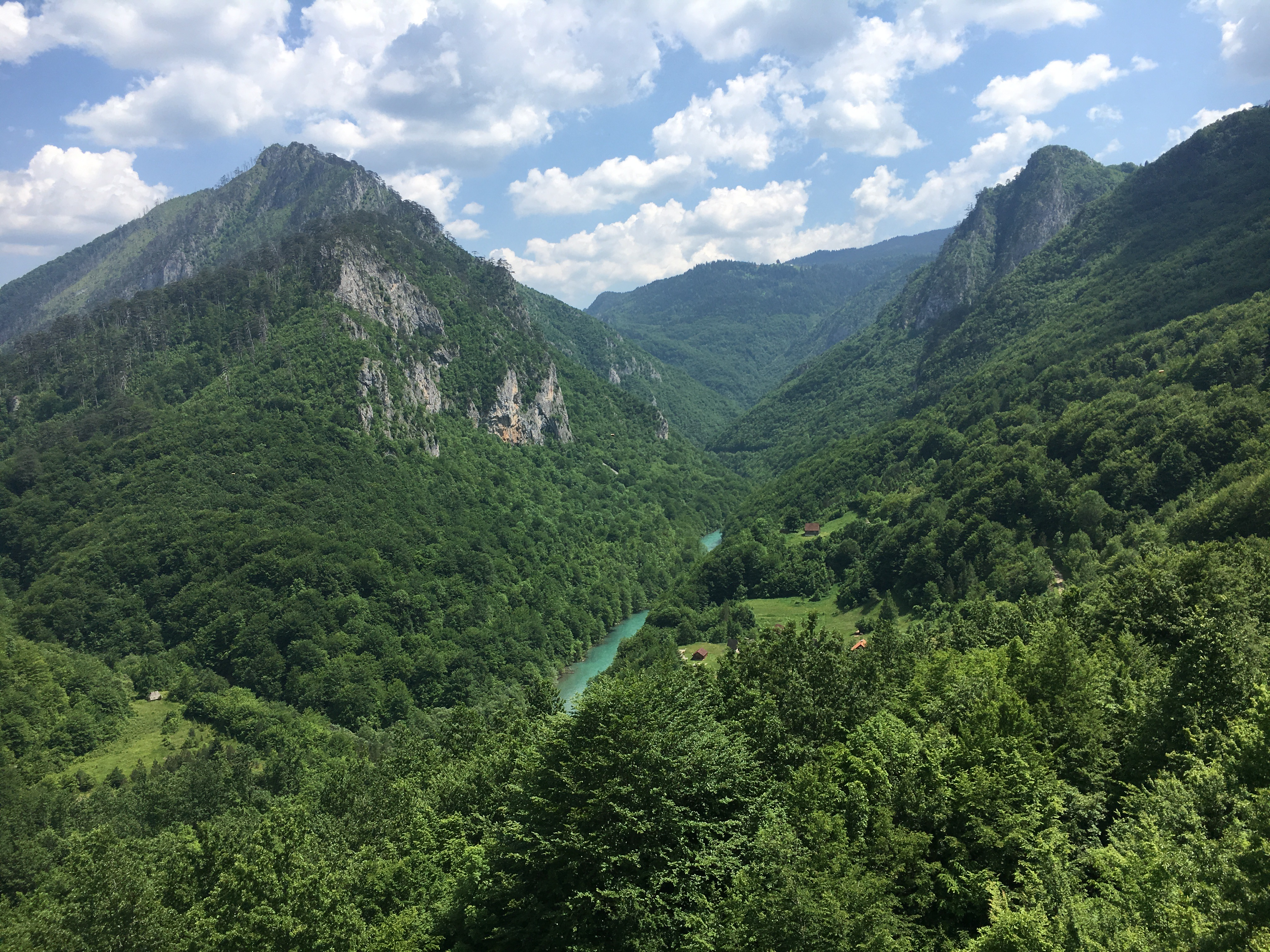
El cañón del río Tara en Đurđevića Tara, Montenegro. Se cree que el nombre de Tara está relacionado con los autariatas, cuyo territorio incluía el valle del río en la antigüedad clásica[1].

Los autariatas (en griego antiguo: Αὐταριᾶται, romanizado: Autariatai,; en latín: Autariatae) eran un pueblo ilirio que vivía entre los valles del río Lim y el río Tara, más allá de los montes Prokletije, y el valle del Morava Occidental. Su territorio se situaba tierra adentro desde el ardieos y el lago Shkodër, extendiéndose hacia el este hasta el de los dardanios y hacia el norte o noreste hasta el de los tribalios.
Junto con los ardieos y los dardanios, los autariatas son mencionados por Estrabón en su Geografía como uno de los tres pueblos ilirios más grandes y valerosos  de los Balcanes prerromanos. Según el historiador griego, gobernaron sobre otros pueblos tracios e ilirios, pero fueron destruidos pro los escordiscos primero, y por los romanos después. Tras la derrota sufrida durante la invasión celta de los Balcanes en el siglo IV a. C., una parte de los autariatas que permanecieron en Bosnia adoptaron la cultura celta más adelante en su historia. Otra parte se desplazó hacia el sur y, tras un acuerdo con el Reino de Macedonia, 20 000 se asentaron en la cordillera de Belasica, en las tierras fronterizas entre el sureste de la moderna de Macedonia del Norte, el norte de Grecia y el suroeste de Bulgaria.

## Nombre
Un pueblo ilirio llamado Αὐταριᾶται, Autariatai, aparece registrado por primera vez en el Periplo de Pseudo-Escílax, que data de mediados del siglo IV a. C. Según una tradición mitológica relatada por Apiano (siglo II d. C., los autariatas descendían de un progenitor común llamado Autario, uno de los hijos de Ilirio, el antepasado epónimo de todos los pueblos ilirios. El nombre autariatas se ha relacionado con el hidrónimo y orónimo Tara. Se considera que el río Tara y el monte Tara se encontraban en territorio autariata.

## Historia
Las comunidades autariatas se unificaron en una única entidad política en el periodo comprendido entre el VI y el siglo IV a. C. Comenzaron a expandirse hacia el este, hacia territorios controlados por los tribalios. Además, se expandieron hacia el sur, donde derrotaron a los ardieos, sus antiguos rivales, en luchas por el control de pastos y «las salinas existentes entre sus territorios limítrofes». Las actividades de los autariatas entre el siglo VI y el siglo V a. C. influyeron profundamente en los pueblos directamente afectados por su expansión. Los ardieos fueron desplazados hacia las costas y los tribalios hacia el este. La expansión de los autariatas les permitió alcanzar el control hegemónico de una parte del interior de la península balcánica. La clase dirigente de la sociedad autariatas alcanzó la cima de su desarrollo político y económico indicado a través de numerosos túmulos y tumbas reales de gran lujo creados durante el siglo V a. C.
Según relata el historiador de la antigüedad Flavio Arriano, los autariatas fueron una de las tres tribus ilirias que hicieron la guerra contra Alejandro Magno durante su campaña balacánica en 335 a. C. Aunque los historiadores modernos suelen suponer que los autariatas y los ilirios del sur emprendieron un ataque conjunto contra los macedonios, Arriano no lo afirma explícitamente. Informa de que Alejandro recibió noticias de una revuelta emprendida por el caudillo ilirio Clito, ayudado por Glaucias, rey de los taulantios, mientras los autariatas se preparaban para emboscar a la fuerza principal de Macedonia durante la ausencia de Alejandro. El aliado macedonio Lángaro, rey de los agrianes, con la aprobación de Alejandro invadió el territorio de los autariatas impidiendo su ataque a Macedonia. Alejandro no esperó el final del conflicto de Lángaro, sino que se dirigió rápidamente hacia el sur. Lángaro tomó por sorpresa a los autariatas y saqueó sus tierras. Tras su victoria, Lángaro regresó a su reino con un rico botín. Según una interpretación moderna, el relato de Arriano sobre el objetivo de los autariatas de atacar Macedonia fue probablemente introducido por escrito como pretexto para justificar la incursión de Lángaro contra los autariatas. La demanda del rey agriano de asaltar y saquear a los autariatas habría sido concedida por Alejandro porque el rey macedonio lo consideraba un aliado digno de confianza. Arriano menciona en sus relatos que los autariatas eran una tribu sin rey. También afirma que Lángaro los describió como la tribu «menos belicosa», por otro lado esta afirmación se contradice con los relatos de Estrabón describe a los autariatas como una tribu de conquistadores en expansión.
Apiano (95 - 165) escribe que los ardieos fueron destruidos por los autariatas y que, en cambio, estos tenían poder marítimo, También informa de que los autariatas fueron castigados por Apolo por asaltar el oráculo pitio junto con los celtas cimbros, momento tras el cual emigraron a las tierras de los getas cerca de la tribu de los bastarnos. Esta podría ser una explicación de porqué los autariatas «desaparecieron» después del 310 a. C., según Wilkes.
Se cree que los autariatas y los escordiscos se fusionaron en una sola tribu en el valle del Bajo Morava, después del 313 a. C., ya que las excavaciones muestran que los dos grupos realizaron enterramientos en el mismo campo exacto de tumbas en Pečine, cerca de Kostolac.. Nueve tumbas de autariatas que datan del siglo IV a. C. y tumbas dispersas de autariatas y celtas alrededor de estas tumbas anteriores, demuestran que los dos grupos se mezclaron en lugar de hacer la guerra y esto dio lugar a que el valle inferior del Morava se convirtiera en una zona de interacción traco-celta-iliria.

## Cultura
Una práctica habitual de los autariatas consistía en matar a sus débiles y heridos. Con ello se pretendía evitar que estos individuos cayeran en manos de sus enemigos. Esta práctica tal vez estuviera motivada por la creencia supersticiosa de que el enemigo, al beber la sangre de los prisioneros y comer partes de sus cuerpos que contenían sus virtudes, se haría aún más fuerte y adquiriría un poder especial sobre toda la comunidad de las autariatas.